# Jovijanski planeti
U Sunčevom sustavu nalaze se 4 divovska planeta koji se zajednički nazivaju jovijanskim planetima. To su Jupiter, Saturn, Uran i Neptun. 
Jupiter i Saturn klasificiraju se kao plinoviti divovi, a Uran i Neptun kao ledeni divovi, čemu je uzrok terminologija planetologije kojoj je osnova kemijski sastav, pa plin definira kao vodik i helij, led kao vodu, amonijak, metan, ugljikove okside, dušik itd., a stijenu kao silikate i teške metale, uvijek neovisno o agregatnom stanju. S iznimkom vrhova atmosfera, svi jovijanski planeti su izuzetno vruća tijela s unutrašnjostima zagrijanima na temperature redova veličine tisuća i desetina tisuća kelvina.

## Zajedničke osobine
Jovijanski planeti imaju nekoliko zajedničkih osobina.
Maseni udjeli vodika i helija u sva četiri planeta dominiraju sastavom atmosfere.
Ne posjeduju faznu granicu, oceane ni kopno, nego im atmosfera iz plinovitog agregatnog stanja postupno prelazi u superkritični fluid - specijalno agregatno stanje koje ima neka svojstva plinovitih, a neka tekućih tvari.
Vrhovi atmosfera su vrlo hladni, a već na relativno malim dubinama temperature skaču iznad kritične točke, pa nije moguće ukapljivanje atmosfere, već samo postupno povećanje gustoće. U jezgrama se temperature kreću se od oko 5000 K za Uran do preko 20 000 K za Jupiter.
Kemijski sastav jezgri su ioni teških elemenata porijeklom iz silikata i metala.
Sva četiri planeta rotiraju relativno brzo u odnosu na terestričke, zbog čega se vjetrovi grupiraju u zone i pojaseve u kojima pušu prema istoku, odnosno zapadu. Ovi su pojasevi u vidljivom spektru dobro uočljivi kod Jupitera, teško uočljivi kod Saturna i Neptuna i jedva zamjetni kod Urana.
Svi imaju složene sustave planetarnih prstenova i satelita. Saturnovi prstenovi su najveći i najvidljiviji, a do 1970-ih su bili i jedini poznati. Saturn trenutno ima najviše otkrivenih satelita - do kraja 2019. godine bilo ih je otkriveno 82.

## Jupiter i Saturn
Jupiter i Saturn, zvani plinoviti divovi, sastoje se gotovo u potpunosti od vodika i helija, no toliko su masivni da im je masa težih elemenata u jezgrama nekoliko puta veća od mase planeta Zemlje. Duboko u njihovoj unutrašnjosti nalazi se otopina helija u metalnom vodiku.
Oba planeta imaju magnetske osi slabo otklonjene od osi rotacije. Rotiraju toliko brzo da su vidljivo jajastog oblika.

## Uran i Neptun
Uran i Neptun, zvani ledeni divovi, imaju bitno različit sastav unutrašnjosti. U odnosu na plinovite divove, relativno veći udjel njihovih unutrašnjosti čine ledovi, tzv. volatili: voda, metan, dušik i amonijak u istom stanju kao što su to vodik i helij u plinovitim divovima - stanju superkritičnog fluida. Voda na tim tlakovima čak pokazuje metalna svojstva, analogno vodiku: vodi električnu struju i doprinosi stvaranju globalnog magnetskog polja planeta.
Osi magnetskih polja su im jako otklonjene od osi rotacije.

## Poveznice
- Terestrički planeti
- Plinoviti div
- Ledeni div
- Ekstrasolarni planeti
- Smeđi patuljci
- Sunčev sustav
- Planetni sustav